# Синаць
44°49′ пн. ш. 15°20′ сх. д. / 44.82° пн. ш. 15.33° сх. д.
Синаць (хорв. Sinac) — населений пункт у Хорватії, в Лицько-Сенській жупанії у складі міста Оточаць.

## Населення
Населення за даними перепису 2011 року становило 563 осіб.
Динаміка чисельності населення поселення:

## Клімат
Середня річна температура становить 9,26 °C, середня максимальна – 23,28 °C, а середня мінімальна – -6,83 °C. Середня річна кількість опадів – 1293 мм.
| Клімат поселення                              | Клімат поселення | Клімат поселення | Клімат поселення | Клімат поселення | Клімат поселення | Клімат поселення | Клімат поселення | Клімат поселення | Клімат поселення | Клімат поселення | Клімат поселення | Клімат поселення | Клімат поселення |
| Показник                                      | Січ.             | Лют.             | Бер.             | Квіт.            | Трав.            | Черв.            | Лип.             | Серп.            | Вер.             | Жовт.            | Лист.            | Груд.            |                  |
| Середній максимум, °C                         | 5,84             | 7,45             | 10,95            | 14,81            | 19,54            | 23,28            | 23,17            | 22,76            | 18,42            | 13,65            | 8,56             | 4,58             |                  |
| Середня температура, °C                       | −0,48            | 1,12             | 4,61             | 8,46             | 13,20            | 16,94            | 19,20            | 18,77            | 14,45            | 9,67             | 4,59             | 0,60             |                  |
| Середній мінімум, °C                          | −6,83            | −5,23            | −1,72            | 2,13             | 6,87             | 10,61            | 15,22            | 14,80            | 10,48            | 5,70             | 0,61             | −3,38            |                  |
| Норма опадів, мм                              | 92               | 91               | 95               | 106              | 96               | 97               | 68               | 83               | 129              | 148              | 161              | 127              |                  |
| Середньомісячна швидкість вітру, м/с          | 1.89             | 2.01             | 2.30             | 2.26             | 2.08             | 1.91             | 1.87             | 1.76             | 1.78             | 1.87             | 2.08             | 2.08             |                  |
| Середньомісячна сонячна радіація, кДж/м²·день | 4388             | 7162             | 10543            | 15062            | 19250            | 21001            | 22844            | 19761            | 14367            | 9094             | 4801             | 3679             |                  |
| --------------------------------------------- | ---------------- | ---------------- | ---------------- | ---------------- | ---------------- | ---------------- | ---------------- | ---------------- | ---------------- | ---------------- | ---------------- | ---------------- | ---------------- |
| Джерело:                                      |                  |                  |                  |                  |                  |                  |                  |                  |                  |                  |                  |                  |                  |